# Catesbaea nana
Catesbaea nana là một loài thực vật có hoa trong họ Thiến thảo. Loài này được Greenm. mô tả khoa học đầu tiên năm 1897. Chúng được tìm thấy ở Cuba. Hiện tại chưa có bất kỳ phân loài nào được liệt kê

.